# Machaerium glabripes
Machaerium glabripes é uma espécie vegetal da família Fabaceae.
Apenas pode ser encontrada no Panamá.